# Ашикли
Ашикли, още Ашиклар или Ишикли (на гръцки: Λεβεντοχώρι, Левендохори, катаревуса Λεβεντοχώριον, Левендохорион, до 1927 година Ασικλάρ, Асиклар), е село в Егейска Македония, Гърция, дем Кукуш, област Централна Македония с 266 жители (2001).

## География
Селото е разположено на 8 километра югозападно от Кукуш (Килкис).

## История

### В Османската империя
В „Етнография на вилаетите Адрианопол, Монастир и Салоника“, издадена в Константинопол в 1878 година и отразяваща статистиката на населението от 1873 година, Ешиклия (Echeklya) е посочено като село в каза Аврет хисар с 10 къщи и 36 жители мюсюлмани. Според Васил Кънчов („Македония. Етнография и статистика“) в 1900 година Ишикли има 140 жители турци.

### В Гърция
След Междусъюзническата война Армутчи попада в Гърция. В 1927 година селото е прекръстено на Левендохорион. Жителите му се изселват в Турция и на тяхно място са заселени гърци бежанци. В 1928 година Ашикли е представено като чисто бежанско село с 52 бежански семейства и 161 души.